# Epinephelus heniochus
Epinephelus heniochus, tên thông thường là Bridled grouper (cá mú đeo cương), là một loài cá biển thuộc chi Epinephelus trong họ Cá mú. Loài này được mô tả lần đầu tiên vào năm 1904.

## Phân bố và môi trường sống
E. heniochus có phạm vi phân bố tương đối rộng rãi ở Tây Thái Bình Dương. Loài này được tìm thấy ở miền nam Nhật Bản và Hàn Quốc; khắp Philippines và phía đông bắc đảo Borneo; từ vịnh Thái Lan trải rộng khắp bán đảo Mã Lai, đảo Sumatra và Java; miền nam Việt Nam (từ Kiên Giang đến Bình Thuận), bao gồm cả quần đảo Trường Sa; New Britain (Papua New Guinea); phía bắc và tây bắc Úc (trải rộng khắp biển Timor, biển Arafura và vịnh Carpentaria). Cá trưởng thành sống xung quanh các rạn san hô và các bãi đá ngầm; ưa sống ở vùng đáy bùn, nhiều trầm tích hơn vùng nhiều đá; độ sâu khoảng từ 40 đến 235 m.

## Mô tả
E. heniochus trưởng thành có chiều dài cơ thể lớn nhất đo được là 55 cm. Thân thuôn dài, hình bầu dục, có màu nâu nhạt, chuyển sang màu trắng hoặc hồng nhạt ở vùng thân dưới. Một số cá thể có các chấm màu nâu đen trên thân và phần sau của đầu. Có dải màu nâu mờ từ mắt đến mang. Vây ngực có màu vàng xám trong suốt. Vây đuôi bo tròn; phần dưới của vây đuôi đôi khi sẫm màu hơn phần còn lại của vây.
Số gai ở vây lưng: 11; Số tia vây mềm ở vây lưng: 14 - 15; Số gai ở vây hậu môn: 3; Số tia vây mềm ở vây hậu môn: 8; Số gai ở vây bụng: 1; Số tia vây mềm ở vây bụng: 5; Số tia vây mềm ở vây ngực: 16 - 18.
Thức ăn của E. heniochus là các loài cá nhỏ hơn, động vật thân mềm và động vật giáp xác. Chúng sống đơn độc.